# Trichotanypus nudimanus
Trichotanypus nudimanus är en tvåvingeart som först beskrevs av Jean-Jacques Kieffer 1924.  Trichotanypus nudimanus ingår i släktet Trichotanypus och familjen fjädermyggor. Inga underarter finns listade i Catalogue of Life.